# STM-1
Le STM-1 (pour Synchronous Transport Module level-1 ou Module de Transport Synchrone niveau-1) est la norme de transmission ITU-T du réseau à fibre optique SDH. Il a un débit binaire de 155,52 Mbit/s. Chaque niveau augmente le débit d'un facteur 4 : les autres niveaux actuellement pris en charge sont STM-4, STM-16, STM-64 et STM-256. Au-dessus de STM-256, le multiplexage en longueur d'onde (WDM) est couramment utilisé dans le câblage sous-marin,.

## Structure de la trame
La trame STM-1 est sur le format de transmission de base pour SDH (pour Synchronous Digital Hierarchy ou Hiérarchie Digitale Synchrone). Une trame STM-1 a une structure orientée octet avec 9 lignes et 270 colonnes d'octets, pour un total de 2 430 octets (9 lignes * 270 colonnes = 2 430 octets). Chaque octet correspond à un canal de 64 kbit/s. 
TOH : en-tête transport (Transport Overhead) (RSOH + AU4P + MSOH)
- MSOH : section multiplexage de l'en-tête (Multiplex Section Overhead)
- RSOH : section régénération de l'en-tête (Regeneration Section Overhead)
- AU4P : pointeurs AU-4

VC4 : charge utile conteneur virtuel - 4 (POH + VC-4 Data)
- POH : en-tête chemin (Path Overhead)

## Caractéristiques de la trame
La trame STM-1 de base est structurée avec les caractéristiques suivantes :
- Longueur : 270 colonnes × 9 lignes = 2 430 octets
- Octet : 1 octet = 8 bits
- Durée (temps de répétition trame) : 125 μs soit 8 000 trames/s
- Débit (capacité de trame) : 2 430 × 8 × 8 000 = 155,52 Mbit/s
- Charge utile = 2 349 octets × 8 bits × 8 000 trames par seconde = 150,336 Mbit/s

## RSOH (section régénération de l'en-tête)
- 1ère ligne = octets non cryptés. Leur contenu doit donc être surveillé.
- X = octets réservés à l'usage national.
- D = octets dépendant du support (satellite, système de relais radio, . . . ).

La section régénération de l'en-tête utilise les trois premières lignes et les neuf colonnes de la trame STM-1.
- A1, A2 : un mot d'alignement de trame est utilisé pour reconnaître le début d'une trame STM-N.
  - A1 : 1111 0110 = F6 (HEX)
  - A2 : 0010 1000 = 28 (HEX)
- J0 : suivi de chemin. Il est utilisé pour donner un "Nom" à un chemin à travers un réseau SDH. Ce message (Nom) permet au récepteur de vérifier la continuité de sa connexion avec l'émetteur souhaité.
- B1 : surveillance des erreurs de bits. L'octet B1 contient le résultat du contrôle de parité de la trame STM précédente, après brouillage de la trame STM actuelle. Ce contrôle est effectué avec un contrôle de parité de bits entrelacés (BIP-8).
- E1 : fil de commande d'ingénierie (EOW pour Engineering Order Wire). Il peut être utilisé pour transmettre des signaux vocaux entre les sections de régénération à des fins d'exploitation et de maintenance.
- F1 : canal utilisateur. Il est utilisé pour transmettre des données et de la parole pour le service et la maintenance.
- D1 à D3 : canal de communication de données à 3 * 64 = 192 kbit/s (DCCR pour Data Communication Channel Regenerator). Ce canal est utilisé pour transmettre des informations de gestion via les trames STM-N.

## MSOH (section multiplexage de l'en-tête)
X = Octets réservés à l'usage national.
La section multiplexage de l'en-tête utilise les 5e à 9e rangées et les 9 premières colonnes de la trame STM-1.
- B2 : surveillance des erreurs sur les bits. Les octets B2 contiennent le résultat du contrôle de parité de la trame STM précédente, à l'exception du RSOH, avant le brouillage de la trame STM réelle. Ce contrôle est effectué avec un contrôle Bit Interleaved Parity (BIP24).
- K1, K2 : commutation de protection automatique (APS). En cas de panne, les trames STM peuvent être acheminées à nouveau à l'aide des octets K1, K2 via le réseau SDH. Affecté au protocole de protection de section de multiplexage (MSP).
- K2 (bits 6, 7, 8) MS_RDI : indication de défaut distant de section multiplex (anciennement MS_FERF : échec de réception distante de section multiplex).
- D4 à D12 : canal de communication de données à 9 * 64 = 576 kbit/s (DCCM). (voir aussi D1 à D3 dans RSOH ci-dessus).
- S1 (bits 5 - 8) : niveau de qualité de synchronisation :
  - 0000 : qualité inconnue
  - 0010 : G.811, dérive de fréquence 10^-11 fois par jour
  - 0100 : G.812T, transit, dérive de fréquence 10^-9 fois par jour
  - 1000 : G.812L, local, dérive de fréquence 2*10^-8 fois par jour
  - 1011 : G.813, dérive de fréquence 5*10^-7 fois par jour
  - 1111 : ne pas utiliser pour la synchronisation
- E2 : fil d'ordre technique (EOW). Même fonction que E1 dans RSOH.
- M1 ou MS_REI : indicateur d'erreur distante de section multiplex, nombre de bits entrelacés qui ont été détectés comme étant erronés dans les octets B2 reçus. (anciennement MS_FEBE : bloc de l'extrémité distante de la section de multiplexage erroné).
- Z1, Z2 : octets de réserve.